# Aristide Michel Perrot
Aristide Michel Perrot (1793. − 1879.), francuski zemljopisac, kartograf i esejist koji je djelovao u prvoj polovici 19. stoljeća.
Perrot se specijalizirao za izradu minijaturnih zemljovida koji se pojavljuju u brojnim francuskim atlasima. Također, sastavljao je geografske leksikone i pisao eseje. Iako je iza sebe ostavio opsežan opus, o njegovom životu nije gotovo ništa poznato.

## Opus
- Nouvelle Carte de la chaine de Pyrénées indiquant tous les passages, curiosités et qualité des eaux (1800-ih)
- Tableau politique de la terre (1821.)
- Département de la Haute-Marne (1823.)
- Département du Doubs (1824.)
- Panorama de la ville de Paris (1824.)
- Nouvel itinéraire portatif des Pays-Bas (1827.)
- Manuel du graveur (1830.)
- Carte de la forêt de Saint-Germain (1831.)
- Plan itinéraire et administratif de la ville de Paris (1831.)
- Dictionnaire universel de géographie moderne (1834.)
- Petit atlas pittoresque des quarante-huit quartiers de la Ville de Paris (1834.)
- Petit Atlas pittoresque des 48 quartiers de la ville de Paris (1835.)
- Nouveau manuel complet du coloriste (1841.)
- Département de la Meurthe (1842.)
- Nouveau manuel complet du graveur ou Traité de l'art de la gravure en tout genre (1844.)
- Nouveau manuel complet pour la construction et le dessin des cartes géographiques (1847.)

## Poveznice
- Povijest kartografije

## Vanjske poveznice
- (engl.) Geograpichus: Aristide Michel Perrot

Ostali projekti
|  | Zajednički poslužitelj ima još gradiva o temi Aristide Michel Perrot |